# Grypocentrus granulatus
Grypocentrus granulatus là một loài tò vò trong họ Ichneumonidae.